# Megi Zumstein
Megi Zumstein (bürgerlicher Name: Margrit Zumstein; * 1973 in Sarnen, Obwalden) ist eine Schweizer Grafikdesignerin.

## Biografie
Megi Zumstein machte eine Ausbildung als Schriftenmalerin in Alpnach. Danach studierte sie Visuelle Kommunikation an der Hochschule für Gestaltung und Kunst Zürich. Von 2003 bis 2006 arbeitete sie als visuelle Gestalterin im Büro «Bringolf Irion Vögeli» (heute Bivgrafik), Zürich. Es folgte ein Stipendiumsaufenthalt in London. Dort war sie beim Atelier «Graphic Thought Facility» tätig. Megi Zumstein lehrt seit 2004 als Dozentin für Graphic Design an der Hochschule Luzern – Design und Kunst. Mit Claudio Barandun führte sie von 2007 bis 2019 das Grafikatelier «Hi», zuerst in Luzern, dann in Zürich. Seit 2020 arbeitet sie im eigenen Atelier «Megi Zumstein Visuelle Gestaltung» in Luzern. Sie ist Dozentin für Visuelle Gestaltung in der Fachklasse Fotografie an der F+F Schule für Kunst und Design Zürich.
Zumstein entwickelte die Schriften «Albis» (2005, Bringolf Irion Vögeli), «Dorfbeiz» (2009, Hi), «Idol Stencil» (2004, Bringolf Irion Vögeli), «V&A-Outline» (2003, Graphic Thought Facility), «New Elante» (2007), «Roxy» (2008) und «Countdown» (2008, experimentell).
Die Planergemeinschaft «Biv & Hi, Visuelle Gestaltung» mit dem Projektteam Claudio Barandun, Natalie Bringolf, David Bühler, Kristin Irion, Elias Müller und Megi Zumstein gestaltete nach einem Wettbewerbserfolg 2007 die Signaletik auf dem Toni-Areal in Zürich. Für das Werkheim Uster, eine Einrichtung mit 120 betreuten Wohnplätzen und 160 Arbeits- und Ausbildungsplätzen, entwickelten Megi Zumstein und Claudio Barandun eine Signaletik, die von den dort vorhandenen Werkstätten ausgeführt werden konnte. Für das Altenzentrum Dorflinde in Zürich orientierten sie sich bei der Gestaltung des Orientierungssystems an einem Kunstwerk im Empfangsraum aus dem Jahr 1972.
Neben Plakaten gestaltete Megi Zumstein als Grafikerin zahlreiche Ausstellungskataloge und Bücher aus dem Bereich Kunst und Fotografie.
2016 wirkte Zumstein als Jurorin bei dem Wettbewerb 100 beste Plakate 15 Deutschland Österreich Schweiz.

## Arbeiten (Auswahl)
- 2002: Zeitschrift TM Typographische Monatsblätter, Nr. 2, 2002[8]
- 2003: Plakat Fantoche 03 – 9. bis 14. September 2003 – 4. Internationales Festival für Animationsfilm Baden/Schweiz[9]
- 2005: Publikation Design Z 2005[10]
- 2005: Plakat Fantoche 05 – 5. Internationales Festival für Animationsfilm[11]
- 2006: Publikation Design Z 2006[12]
- 2007–2014: Modell Signaletik E[13]
- 2007: Plakat Fantoche 07 – 11. bis 16. September 2007 – 6. Internationales Festival für Animationsfilm Baden/Schweiz[14]
- 2007: Ausstellungskatalog über Modedesigner Bernhard Willhelm Het Totaal Rappel. Das Böse wird besiegt[15]
- 2008: Plakat 2 – Secondo Theaterfestival – Stadttheater Olten[16]
- 2008: Plakat 10 – 9 – 8 – 7 – 6 – 5 – 4 – 3 – 2 – 1[17]
- 2009: Plakat Value is vulnerable – Elia – Leadership Symposium Zurich[18]
- 2009: Plakat Formlose Möbel – Museum für Gestaltung Zürich[19]
- 2009: Plakat Hot Spots – 1956 – 1969 – Milano/Torino – Los Angeles – Rio de Janeiro[20]
- 2009: Plakat 20e Festival International de l’Affiche et du Graphisme de Chaumont[21]
- 2010: Plakat Make Up – Design der Oberfläche – Museum für Gestaltung Zürich[22]
- 2011: Plakat Parfum - Verpackte Verführung – Museum Bellerive[23]
- 2012: Werkkatalog Jules Beck. Der erste Schweizer Hochgebirgsfotograf[24]
- 2012: Plakat Endstation Meer? Das Plastikmüll-Projekt – Museum für Gestaltung Zürich – www.PlasticGarbageProject.org[25]
- 2012: Plakat Züri – Zürich-London Poster Edition – House of Switzerland UK 2012[26]
- 2013: Illustriertes Buch N° 3. Forschung im Fokus. Science in sight[27]
- 2015: Plakat Dem Sänger Tells F. Schiller. Die Urkantone. 1859[28]
- 2015: Plakat Historisches Museum Luzern – Emil – Die Ausstellung[29]
- 2015: Plakat Do It Yourself Design – Museum für Gestaltung – Schaudepot[30]
- 2016: Plakat Wim Wenders – Kino Xenix Januar 2016[31]
- 2017: Plakat Design Studio: Prozesse – Museum für Gestaltung – Im Toni-Areal[32]
- 2019: Illustriertes Buch Anita Zumbühl – You don’t know What you don’t know You don’t know[33]
- 2020: Bildband Lotta Gadola. Traces in Sight[34]
- 2021: Illustriertes Buch Lipp & Leuthold – I Licked the Yellow Suit of the Sun[35]

## Auszeichnungen (Auswahl)
- 2002: Eidgenössischer Wettbewerb für Design, Auszeichnung für das Grafikdesign Eine Sprach- und Lautanalyse auf Video und Papier[36]
- 2012: Deutscher Fotobuchpreis, nominiert 2013 für Die Welt im Taschenformat (Claudio Barandun, Monika Burri, Megi Zumstein)[2]
- 2014: Die schönsten Schweizer Bücher 2013 (Swiss Federal Design Awards) für Forschung im Fokus (Claudio Barandun, Megi Zumstein)[2]
- 2008–2016 Auszeichnungen beim Wettbewerb 100 Beste Plakate[37]

## Schriften
- Megi Zumstein: Visualisierung von Sprache. ZHdK, 2002.[38]
- Erich Brechbühl, Klaus Fromherz, Martin Geel, Michael Kryenbühl, Simon Rüegg, Raphael Schoen, Ivan Weiss, Megi Zumstein (Hrsg.): Poster Town, Contemporary Poster Design from Lucerne/Aktuelle Plakatgestaltung aus Luzern. Spector Books OHG, Leipzig, 2017, ISBN 978-3-9590-5178-1.

## Ausstellungen (Auswahl)
- 2012: 100 Jahre Schweizer Grafik, Museum für Gestaltung Zürich[39]
- 2018/19: 3D-Schrift am Bau, Museum für Gestaltung Zürich[40]
- 2021/22: Poster und Papierkram – Ein Glossar des Sammelns, Museum für Kunst und Gewerbe Hamburg[41]